# 하프라이프 (비디오 게임)
《하프라이프》(영어: Half-Life)는 사이언스 픽션 1인칭 슈팅 게임으로 밸브 코퍼레이션의 첫 비디오 게임이며, 1998년 11월 19일 시에라 스튜디오가 출시·발매하였다. 이 게임은 처음 마이크로소프트 윈도우가 설치된 PC에서만 작동되도록 개발되었는데 퀘이크 엔진을 수정한 GoldSrc라 불리는 엔진을 사용한다. 연구원 고든 프리맨을 주인공으로 하여 게임을 진행한다. 밸브 코퍼레이션사의 다른 작품인 포탈 (비디오 게임) 및 포탈 2 와도 같은 세계관을 가진 게임이다.

## 개요
게임에서 플레이어는 매사추세츠 공과대학교(MIT)를 갓 졸업한 이론물리학자인 고든 프리맨이 되어, 실험의 참담한 실패로 파괴된 연구소와 그 주변을 돌아다니며 사건을 해결하고 탈출하여야 한다. 이 게임은 컷신을 전혀 사용하지 않고 이야기를 알려주는 1인칭 슈팅 게임이다. 하프라이프는 1998~1999년 사이 50개의 '올해의 게임 상'을 수상하였으며 게임플레이 방식은 몇 년 동안 다른 1인칭 슈팅 게임에도 영향을 주었으며 그 뒤로 줄곧 가장 탁월한 게임으로 평가받았다.
하프라이프는 1998년 11월 발매 이래 2004년 10월까지 800만 장 이상 판매되었으며 이 기록은 짧은 기간 동안 가장 많이 팔린 1인칭 슈팅 게임 중 하나가 되었다. 하프 라이프의 프랜차이즈로는 – 하프라이프: 어포징 포스, 하프라이프: 블루 쉬프트와 같은 확장팩, 카운터 스트라이크, 팀 포트리스 클래식, 데스매치 클래식, 리코쳇 그리고 데이 오브 디피트와 같은 모드(mod), 그리고 속편인 하프라이프 2를 포함해서 – 1,500만 장 이상이 판매되었다.
이 게임은 2001년 11월 15일에 플레이스테이션 2용으로도 발매되었다. 또한 세가 드림캐스트용으로도 이식되었는데 드림캐스트 버전은 발매 예정일 2주 전에 세가가 드림캐스트 발매를 취소하여 무산됐으나, 취소된 드림캐스트 버전은 2006년에 인터넷을 통해 유출되었다. 매킨토시용 제작은 윈도우 PC 버전과의 멀티플레이어 모드의 호환성 문제로 인해 계획이 취소된 적이 있으나, 리눅스 버전의 발매 바로 다음 날인 2013년 1월 25일에 호환성 문제를 고치고 발매되었다.

## 줄거리
게임의 주된 배경은 뉴 멕시코 주의 사막 지대 위에 있는 블랙 메사 연구소(줄여서 ‘블랙 메사’라고 흔히 불린다)라는 가상의 연구 기관으로 51구역이나 로스 알라모스 국립 연구소와 유사한 점이 많다. 시간적 배경은 2000년대 5월이며, 주인공은 예측하치 못한 대공명 현상 (Resonance Cascade)으로 인해 참담한 실패로 끝난 실험 생존자인 이론물리학자 고든 프리맨 (Gordon Freeman)이다.
이 '대공명 현상'으로 인해 젠(Xen)이라고 불리는 다른 세계에서 들어온 외계 생물들이 연구소에 침입하게 된다. 고든 프리맨은 파괴된 연구소에 있는 부상자들을 돕기 위해 탈출하려고 노력하던 도중, 이 연구소의 외계인을 처리하는 것은 물론 사건을 은폐하기 위해서 연구소에 남아 있는 생존자들까지 암살하기 위해서 급파된 군대 유해 환경 전투 부대(HECU:Hazardous Environment Combat Unit)와 맞닥뜨리게 된다.
게임 도중에는, 신상에 대한 어떠한 정보도 알려지지 않은 “G맨”(G-Man)이라고 불리는 한 남성(실제 게임에서는 언급되지 않는다)이 주기적으로 나타나 프리맨의 행동을 관찰한다. 프리맨은 ‘람다 단지’(여기서 ‘람다’는 그리스 문자 Λ를 뜻한다.)로 달려가 연구소에 있는 모든 외계 생물들의 우두머리인 니힐란스를 처치하여 블랙 메사에 존재하는 모든 외계 생물들의 활동을 멈추게 하기를 요구받고 젠으로 떠나 니힐란스를 처치한다.
프리맨은 이때 G맨과 대면하며 그때 G맨은 고든에게 자신을 위해 일해볼 것이냐 하고 제안했고, 고든은 수락하여 G맨에게 고용되었다. 그 때부터 고든은 ‘느린 시간 워프’라고 불리는 시공간 속에서 긴 시간 동안 대기 상태에 빠져 있게 된다. 그 후의 스토리는 하프라이프 2로 이어진다.
이 게임의 줄거리는 게임 둠과 퀘이크, 스티븐 킹의 단/중편소설 《안개》(The Mist), 그리고 미국의 사이언스 픽션 텔레비전 프로그램 시리즈였던 《더 아우터 리미츠》(The Outer Limits)의 에피소드 중 하나인 "The Borderland"의 영향을 받았다. 이것은 나중에《아빠의 원자력 발전소》(Dad's Nuke)와 《37번째 계단》(The 37th Mandala)을 썼던 밸브 코퍼레이션의 사내 작가이자 저자인 마크 레이드로우에 의해 발전된다.

## 챕터
하프라이프는 19개의 챕터로 나뉘며, 당시대의 게임들과는 비교되게, 각 레벨의 목적을 달성하면 컷신과 함께 다음 레벨로 매끄럽지 않게 연결되는 것이 아닌, 마치 책을 넘기듯 자연스럽게 챕터들이 연결되며 모든 것이 주인공의 눈을 통하여 보여지는 것이 특징이다. 이는 확장팩들에도 적용되었으나, 유일하게 하프라이프: 디케이에서는 레벨로 나뉜다. 다음은 각 챕터 명과 공식 한글번역 챕터명이다. 유저 제작 모드인 블랙 메사 (비디오 게임)에서는 한글 챕터명을 임의로 바꾸었으나 이 문서에서는 다루지 않는다.
1. 블랙 메사 접근 중 (Black Mesa Inbound)
2. 이상 물질 (Anomalous Materials)
3. 예측하지 못한 결과 (Unforeseen Consequences)
4. 사무실 시설 (Office Complex)
5. "적 출현" (We've Got Hostiles)
6. 블래스트 핏 (Blast Pit)
7. 파워 업 (Power Up)
8. 레일 위에서 (On A Rail)
9. 불안 (Apprehension)
10. 잔여물 처리 (Residue Processing)
11. 의심스러운 윤리 (Questionable Ethics)
12. 표면 장력 (Surface Tension)
13. "프리맨은 잊어버려!" (Forget About Freeman!)
14. 람다 코어 (Lambda Core)
15. 젠 (Xen)
16. 고나크의 레어 (Gonarch's Lair)
17. 침입자 (Interloper)
18. 공허 (Nihilanth)
19. 최후의 게임 (End Game)

## 게임 플레이
하프라이프에서 플레이어는 전투와 퍼즐 해결, 이 두 가지를 수행해야 한다. 당시 동일 장르의 다른 게임들과는 달리, 하프라이프에서는 외계 생물체가 문을 처박는 것과 같이 주요 부분마다 작은 깜짝 이벤트가 일어나도록 하였다. 또한, 당시 같은 장르의 게임들은 컷신을 넣어 이야기를 자세히 설명했으나, 하프라이프의 이야기는 이러한 이벤트를 통해 나옴으로써 플레이어를 계속 플레이 상태에 있도록 한다. 이와 함께, 플레이어에게는 잠시도 고든을 움직이지 않는 때가 오지 않으며, 또한 고든 역시 게임 내에서 절대로 자신의 모습을 보이거나 말하지 않는다. 게임 중간에 생존한 연구원들이나 경비원들이 고든을 도와주기도 하며, 특정 상황에서는 이들이 목표 달성에 중요하기 때문에 이들을 죽일시 게임이 끝날 수 있다.

### 무기
하프라이프 에서는 다양한 무기를 사용할 수 있는데, 가장 먼저 기본적으로 쇠지렛대(Crowbar)가 주어진다. 쇠지렛대는 주로 초반에 근접전이나 장애물을 부술 때 사용된다. 이외에도 글록 17 권총, 357 매그넘, SPAS-12 산탄총, M203 유탄발사기가 장착된 헤클러&코흐 MP5 기관단총, 석궁, 로켓 추진형 유탄(RPG), 실험 무기인 타우 캐논, 글루온 발사기, 하이브 핸드, 수류탄, 원격 폭탄, 레이저 감지형 함정 지뢰(Tripmine), 외계 생물 스나크를 사용할 수 있다.
하프라이프 HD 팩(Half-Life High Definition Pack)을 설치하면, 모델 안의 많은 수의 폴리곤으로 인해 무기의 외양이 업데이트되는데, 게임플레이에는 별다른 차이가 없다. SPAS-12의 경우 접철식 개머리판이 부착된 SPAS-12S형태로 바뀌고 글록 17과 헤클러&코흐 MP5는 각각 베레타 92FS와 CAR-15(M4카빈의원본)으로 교체된다. 모든 총을 사용할 수 있다.

## 공개
하프라이프는 1998년 11월에 공개되었다. 첫번째 데모 버전인 《하프라이프: 데이 원》은 특정 그래픽 카드와 함께 배포되었으며, 두번째 데모 버전인 《하프라이프: 업링크》는 1999년 2월 12일 공개되었다. 업링크의 챕터들은 하프라이프 개발 단계 중에 삭제된 것들이다. 하지만 데모 배포를 위해 많은 부분이 수정되었다. 업링크에는 정품 게임의 일반적인 적, 주인공들, 그리고 무기가 포함되어 있다.

## 확장팩과 속편

### 확장팩
두 개의 확장팩이 외부 개발사인 기어박스 소프트웨어를 통해 PC용으로 출시되었다. 하프라이프: 어포징 포스(1999년) 그리고 하프라이프: 블루 쉬프트(2001년)인데, 어포징 포스의 경우 외계 생명체를 처리하는 것은 물론 사건을 은폐하기 위해서 연구소에 남아 있는 생존자들(고든 프리맨 포함)까지 처리하기 위해서 급파된 유해 환경 전투 부대(미국 해병대의 특수 부대)의 대원 에이드리언 셰퍼드의 시점으로 진행되며 새로운 무기와 논플레이어 캐릭터가 추가되었고 이전에 보이지 않던 연구소 안의 모습도 볼 수 있다. 진행되는 챕터 수는 오리지널보다 짧은 편이지만, 주인공이 상대한 악역 캐릭터를 플레이할 수 있다는 점이 특징이다. 블루 쉬프트는 블랙 메사 연구소의 경비원인 바니 칼훈의 시점에서 진행되며, HD 팩이 옵션으로 제공되었고 스토리는 고든 프리맨이 실험에 참가하기 직전에 시작된다. HD 팩을 설치하면 하프라이프, 어포징 포스 그리고 블루 쉬프트의 외양을 업데이트할 수 있다. 그 중에서도 모델들의 폴리곤과 텍스처 해상도가 증가했다.
2001년에는 역시 기어박스 소프트웨어에서 플레이스테이션 2용 하프라이프의 확장팩으로 하프라이프: 디케이를 출시했는데, 기존의 하프라이프가 싱글 플레이어에 초점을 두었던 것과 달리 두 명의 플레이어가 함께 게임을 할 수 있게 되었다.
그리고 하프 라이프의 스토리 작가 Marc Raidlaw에 따르면, 하프 라이프의 확장팩들은 아직 그 스토리가 공식인지 공식이 아닌지 확정되지 않은 상태이다. 그러므로 시나리오 작가가 하프 라이프의 이후 시리즈에 확장팩에 나왔던 것들을 등장시키냐 마느냐에 따라서 확장팩의 스토리가 공식인지 아닌지가 갈린다고 한다. 해외의 하프 라이프 위키인 콤바인 오버위키에선 여러 가지 이유 때문에 밸브가 별다른 언급을 하지 않는 이상 확장팩들 또한 공식 스토리 및 설정에 포함하도록 규정한 상태다.

### 속편
1편의 이야기로부터 이어지는 하프라이프 2가 있다.

## HD 팩
밸브 코퍼레이션은 HD 팩을 무료로 공식 지원하고 있다. HD 팩은 쉽게 말하면 스킨팩으로, 적용하면 모델들이 높은 해상도의 새로운 모델이 적용된다. 무기나 캐릭터 모델들이 주로 바뀌는데, 무기 같은 경우 아예 다른 총으로 바뀌는 경우도 있다.
HD 팩은 하프라이프 뿐만 아니라 하프라이프: 어포징 포스와 하프라이프: 블루 쉬프트에도 적용된다.

## 사운드 트랙
하프라이프의 사운드 트랙은 켈리 베일리(Kelly Bailey)가 작곡했다.
| - 1. "Adrenaline Horror" - 02:09 - 2. "Vague Voices" (Black Mesa Inbound) - 02:11 - 3. "Klaxon Beat" - 01:00 - 4. "Space Ocean" (Echoes of a Resonance Cascade) - 01:36 - 5. "Cavern Ambiance" (Zero Point Energy Field) - 01:39 - 6. "Apprehensive Short" - 00:23 - 7. "Bass String Short" - 00:08 - 8. "Hurricane Strings" (Neutrino Trap) - 01:33 - 9. "Diabolical Adrenaline Guitar" (Lambda Core) - 01:44 - 10. "Valve Theme [Long Version]" (Hazardous Environments) - 01:22 - 11. "Nepal Monastery" - 02:08 - 12. "Alien Shock" (Biozeminade Fragment) - 00:36 - 13. "Sirens in the Distance" (Triple Entanglement) - 01:12 - 14. "Nuclear Mission Jam" (Something Secret Steers Us) - 02:00 | - 15. "Scared Confusion Short" - 00:16 - 16. "Drums and Riffs" (Tau-9) - 02:03 - 17. "Hard Technology Rock" - 01:40 - 18. "Steam in the Pipes" (Negative Pressure) - 01:55 - 19. "Electric Guitar Ambiance" (Escape Array) - 01:24 - 20. "Dimensionless Deepness" (Dirac Shore) - 01:24 - 21. "Military Precision" - 01:20 - 22. "Jungle Drums" - 01:49 - 23. "Traveling Through Limbo" (Singularity) - 01:17 - 24. "Credits / Closing Theme" (Tracking Device) - 01:39 - 25. "Threatening Short" (Xen Relay) - 00:37 - 26. "Dark Piano Short" - 00:17 - 27. "Sharp Fear Short" - 00:06 |

(참고: 대다수 트랙들은 제목을 바꿔서 하프라이프 2의 오리지널 사운드 트랙에도 실렸다; 괄호 안의 제목은 하프라이프 2 OST에서의 제목이다. 2번, 12번, 13번 그리고 24번 트랙은 속편용으로 리믹스되었다. 아이튠즈, 아마존닷컴 등에서 다운로드 형식으로 판매되고 있고, 앨범은 밸브 상점에서 구입할 수 있으나 대한민국으로는 배송되지 않는다.)

## 한국어 더빙
'하프라이프'는 게임 엔진의 특성상 게임 중에는 한글 자막 표현이 불가능하다. 이를 극복하기 위하여 게임 진행은 거의 대부분 말로 진행된다. 물론 원판은 영어로 돼 있었기 때문에, 발매 당시 하프라이프 한국 공동 배급사였던 손오공에서 한국어로 더빙한 뒤, 발매를 하였다. 하프라이프2 에피소드2에 더빙이 없는것은 밸브 코퍼레이션과 손오공과의 계약이 끝나고 출시되었기 때문이다. 또한 EA 코리아가 하프라이프2 에피소드2를 배급하셔 더빙이 없는 것이다. 하지만 하프라이프1의 한국어 더빙은 유저들 사이에서 평이 엇갈리는데, 번역은 잘 되었지만 억양이 맞지 않기 때문이다. 마치 국어 교과서를 그대로 줄줄 읽는것 같다는 의견이 적지 않다. 이는 한국어 뿐만 아닌 다른 모든 언어의 하프라이프에서 발견되는 문제점이었다. 밸브 코퍼레이션에서는 유저들에게 스토리를 확실하게 전달하기 위해 일부로 이런 억양을 사용하였다고 한다. 이 더빙은 차후 디시인사이드 합성 갤러리에서 필수요소로 사용되었다.또한 "정지하겠습니다","어 정지가 안돼"유튜브 짤로 널리 퍼져있다.

## 평가
| 평가 |                          |
| --- | ------------------------ |
| 통합 점수 통합사 점수 메타크리틱 96/100 (PC) [ 12 ] 87/100 (PS2) [ 13 ] 평론 점수 평론사 점수 올게임 [ 14 ] 게임스팟 9.4/10 [ 15 ] IGN 9.5/10 [ 16 ] |                          |
| 통합 점수 |                          |
| 통합사 | 점수                     |
| 메타크리틱 | 96/100 (PC) 87/100 (PS2) |
| 평론 점수 |                          |
| 평론사 | 점수                     |
| 올게임 | [ 14 ]                   |
| 게임스팟 | 9.4/10                   |
| IGN | 9.5/10                   |

## 같이 보기
- 하프라이프: 업링크 - 정식으로 발매된 후인 1999년에 나온 하프라이프의 데모 버전.
- 하프라이프 2